# Milla de Oro de Madrid

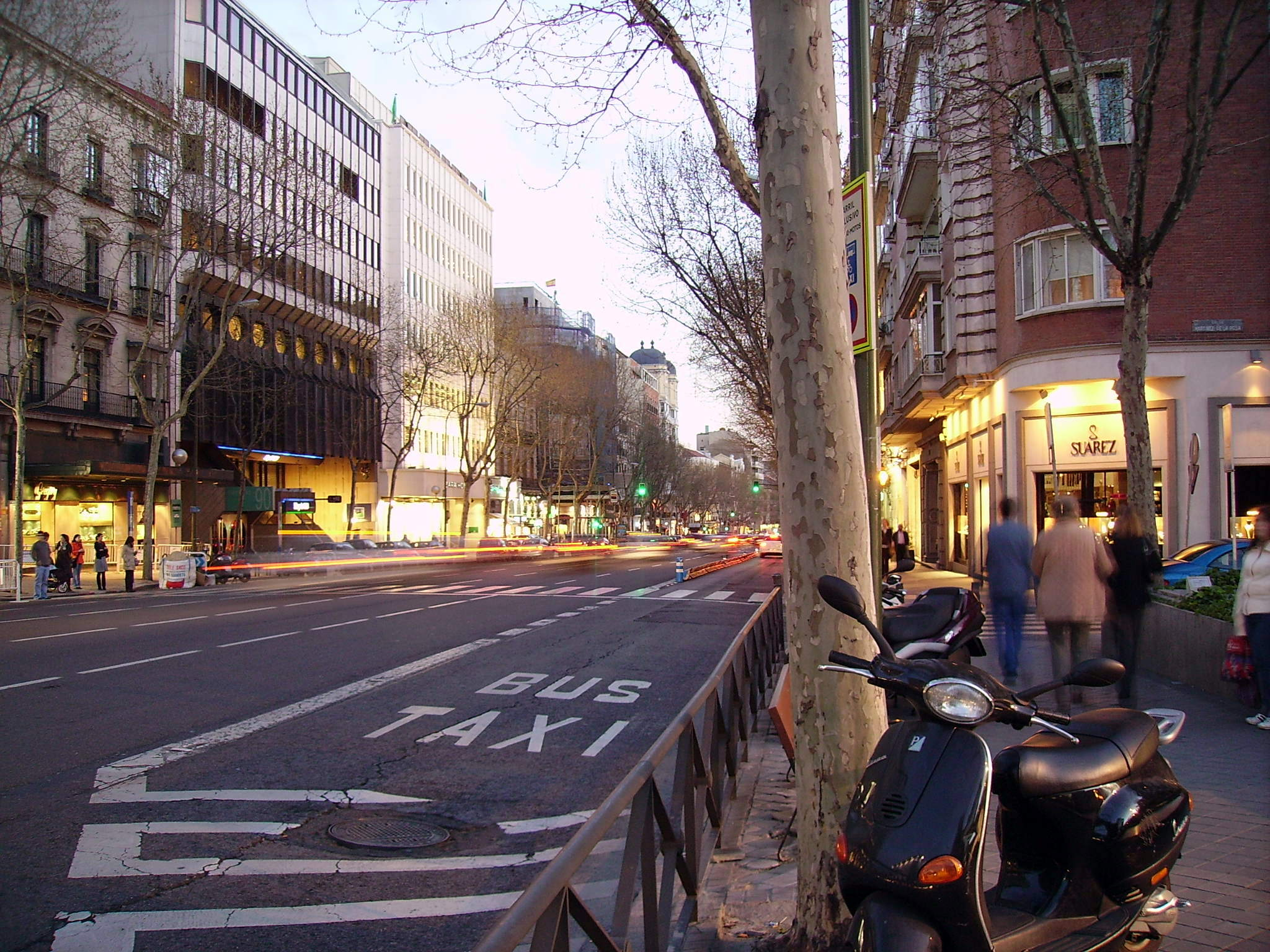
La calle de Serrano, centro de la Milla de Oro de Madrid

En Madrid, la Milla de Oro refiere a una parte del distrito de Salamanca delineada por el paseo de la Castellana y las calles de Juan Bravo, Príncipe de Vergara y Jorge Juan, entre los barrios de Castellana y Recoletos.
Esta zona contiene las tiendas y viviendas más exclusivas y lujosas de la ciudad, y aquí viven los residentes de mayor poder económico de toda la capital. Destaca por sus edificios palaciegos, hogar de la alta sociedad madrileña, y por los inmuebles que albergan locales de las firmas de moda, decoración y joyería más prestigiosas de España y el resto del mundo.
Datos de 2018 indican que ocho de cada diez euros que se gastaron en España en productos de lujo se gastaron en Madrid, con una mayor concentración en la Milla de Oro. El precio de los inmuebles en la zona no baja de 7000 euros por metro cuadrado. La Milla de Oro tiene su centro en la calle de Serrano y sus calles aledañas, sede de las tiendas de marcas más conocidas de alta costura.